# Bill Homeier
Bill Homeier (n. 31 august 1918, Rock Island⁠(d), Comitatul Colorado, Texas, SUA – d. 5 mai 2001, Houston, Texas, SUA) a fost un pilot de Formula 1. De-a lungul carierei a luat startul în 3 curse, niciuna din pole-position. Nu a câștigat nicio cursă și nu a terminat niciodată pe podium, acumulând 1 puncte în întreaga activitate ca pilot de Formula 1.